# Рябокінь Хома Семенович
Хома́ Рябокі́нь (англ. Toma Riabokin; * 1897 — † 1963) — український математик родом із Полтавщини.

## Біографічні відомості
Закінчив Полтавський педінститут. Аспірант, а потім співробітник кафедри геометрії Харківського університету. У 1941 році захистив кандидатську дисертацію на тему «Особливі точки алгебраїчних кривих». Під час війни залишався в окупованому Харкові, працював у відкритому німцями університеті, викладав українською мовою. Боячись переслідувань після розгрому німців, покинув країну, решту життя провів в Америці. Викладав в Массачусетському університеті.

## Праці
10 праць українською, російською, німецькою й англійською мовами:
- «Дослідження точкових і тангенційних особливостей альгебричних кривих» («Учені записки Харківського державного універсиитету», чч. 2—3, 1935),
- «Про реальні обводи альгебричної кривої» («Записки науково-дослідного інституту математики і механіки», т. XIV, 1937),
- монографія «On real unicursal curves» (1952) та ін.